# Alpha-GPC

Alpha GPC (Глиатилин)

Alpha GPC (холина альфосцерат, Глиатилин, Церетон, Церепро) — это синтетический аналог природного прекурсора холина, лецитина, предшественник ацетилхолина — нейромедиатора, осуществляющего нервно-мышечную передачу, ацетилхолин является основным медиатором в парасимпатической нервной системе.
Одним из наиболее перспективных направлений метаболической защиты мозга от ишемии считается непосредственное воздействие на системы нейротрансмиттеров и нейромодуляторов мозга на нейрональные рецепторы, создание условий для нормализации соотношения процессов возбуждающей и тормозной нейротрансмиссии.

## Характеристики
Холина альфосцерат является соединением, в составе структурной формулы которого содержится 40,5% защищенного холина, обладающего электрической нейтральностью. Это способствует проникновению в головной мозг. Поступая в организм, холина альфосцерат в ткани мозга расщепляется на холин и глицерофосфат. Холин является предшественником ацетилхолина и субстратом для его синтеза, а глицерофосфат включается в продукцию фосфатидилхолина, неотъемлемого компонента мембраны нейрона, что необходимо для восстановления поврежденных мембран и, как следствие, восстановления проведения импульсов между нервными клетками для улучшения работы мозга.
Таким образом, нейропротективный эффект холина альфосцерата реализуется двумя основными механизмами:
- Восстановление межнейронных связей и передачи нервного импульса за счёт увеличения синтеза ключевого медиатора — ацетилхолина;
- Восстановление мембран нейронов за счёт стимуляции синтеза фосфолипидов, являющихся основным компонентом мембран.

Изменения в обмене ацетилхолина могут привести к нарушению функций мозга. Разрушение клеточных мембран является характерным признаком нейродегенерации как в острых ситуациях (инсульт, черепно-мозговая травма), так и при хронических заболеваниях (хроническая ишемия мозга, деменция).
Недостаток его во многом определяет клиническую картину такого опасного нейродегенеративного заболевания, как болезнь Альцгеймера. Установлено, что в основе когнитивных нарушений при церебральной недостаточности лежит холинергическая недостаточность, обусловленная снижением выработки ацетилхолина, нарушением баланса холинергических энзимов, потерей холинергических нейронов. Ацетилхолин широко представлен в различных отделах нервной системы: в базальных ганглиях и таламусе, сером веществе полушарий, хвостатом ядре, ядрах моста, передних рогах боковых желудочков, вегетативных образованиях ЦНС.

## Применение
Применение холина альфосцерата целесообразно на любой стадии когнитивного дефицита и при различных причинах его появления: при лечении недементных когнитивных нарушений или лёгких когнитивных нарушений при деменции он применяется в качестве монотерапии, при лечении деменции умеренной и тяжелой степени — в комплексной терапии с ингибиторами АцХЭ и NMDA-(глутаматергических)-рецепторов.
Холина альфосцерат может применяться для улучшения когнитивных, поведенческих и двигательных функций мозга в период реабилитации после острых нарушений мозгового кровообращения (инсульт), черепно-мозговых травм, при хронической ишемии мозга, деменции. Кроме того, холина альфосцерат может применяться в критических состояниях (нарушения сознания, острое нарушение мозгового кровообращения, черепно-мозговая травма, комотозное состояние), так как обладает побуждающим эффектом, то есть способствует восстановлению сознания, активизирует двигательную активность.

## Клинические исследования
Экспериментальные исследования показали, что холина альфосцерат стимулирует дозозависимое выделение ацетилхолина в физиологических условиях нейротрансмиссии. С одной стороны, холина альфосцерат являясь донором холина, увеличивает синтез ацетилхолина, что, в свою очередь, оказывает положительное воздействие на нейротрансмиссию; с другой стороны, глицерофосфат участвует в синтезе фосфатидилхолина (мембранного фосфолипида). В результате то и другое оказывают положительное воздействие на мембранную эластичность и функции рецепторов, что улучшает синаптическую трансмиссию.

### Экспериментальные данные
В экспериментах на животных показано, что препараты этого ряда предупреждают индуцированный холинергический дефицит, предотвращают развитие деменции, облегчают процессы обучения, устойчивости внимания и запоминания за счёт увеличения синтеза и высвобождения ацетилхолина в мозговых структурах. А недостаток приводит к повышенной отвлекаемости и быстрой утрате полученной информации.
В исследованиях на животных Глиатилин (холина альфосцерат) увеличивал выживаемость крыс при циркуляторной гипоксии. У крыс, перенесших острую церебральную ишемию, Глиатилин в наибольшей степени препятствовал развитию очаговой симптоматики, развитию птоз и в наибольшей степени препятствовал снижению ректальной температуры крыс.

### Инсульт
Согласно результатам исследований холина альфосцерата при остром цереброваскулярном инсульте, применение холина альфосцерата у пациентов, перенесших инсульт, позволяет уменьшить неврологический дефицит и выраженность когнитивных нарушений, увеличить способность пациентов к самообслуживанию и улучшить показатели повседневной жизненной активности, а также предотвратить ожидаемую потерю мозгового вещества путем восстановления нейронов в зоне обратимых нарушений.
Так, в исследовании GLIA было показано, что разница между объёмом необратимого повреждения мозга сразу после инсульта (на первые сутки) и конечным объёмом повреждения составила 180% в группе плацебо и всего 13% в группе холина альфосцерата (Глиатилина). Эти данные говорят о возможности лучшей сохранности объёма мозга после инсульта, что будет способствовать лучшей сохранности когнитивных и поведенческих функций при применении холина альфосцерата.
Российское исследование с участием 122 пациентов с острым ишемическим инсультом показало, что применения Глиатилина отмечалось значимыми клиническими улучшениями, уменьшением выраженности инвалидизирующих симптомов, повышением способности пациентов к самообслуживанию. Результаты другого исследования позволяют предположить, что он может способствовать функциональному восстановлению пациентов с церебральным инсультом.

### Хроническая ишемия мозга
Клинические проявления недостаточности мозгового кровообращения обусловлены повреждением клеток нервной ткани, в том числе холинергической нейромедиаторной системы. В этой связи применение холинергического лекарственного препарата холина альфосцерата эффективно в лечении как острой (инсульт), так и хронической недостаточности мозгового кровообращения. В исследование профессора Батышевой Т.Т. 80 пациентов с лёгкими когнитивными нарушениями (оценка по шкале MMSE — не менее 24 баллов) сосудистого генеза, имевших жалобы на снижение памяти, рассеянность, затруднения при выполнении привычных трудовых обязанностей, получали терапию холина альфосцератом или симптоматическую терапию, не включавшую препараты, действующие на когнитивные функции. Спустя 2 месяца терапии в группе холина альфосцерата отмечалось улучшение когнитивных функций, повышение работоспособности, улучшение памяти и внимания; при этом в группе сравнения изменений относительно момента начала терапии не наблюдалось. 
Нейропротективное действие источников экзогенного холина при ишемических повреждениях было доказано для предшественников холина как в доклинических, так и клинических исследованиях. В большинстве работ подчёркиваются эффективность и дозозависимость терапевтического воздействия.

### Деменция
В исследовании ASCOMALVA 56 пациентам с болезнью Альцгеймера было назначено лечение донепезил + плацебо или донепезил + холина альфосцерат. В течение 4 лет они ежегодно проходили магнитно-резонансную томографию головного мозга и нейропсихологические тесты. Результаты показали, что добавление холина альфосцерата к стандартному лечению ингибитором холинэстеразы донепезилом привело к меньшей выраженности атрофии серого вещества в лобных и височных долях, гиппокампе и миндалине. Полученные морфологические тесты сопровождались результатами нейропсихологических тестов: добавление к терапии холина альфосцерата сопровождалось лучшей сохранностью когнитивных функций.
Ещё одно исследование, проведенное с участием 112 пациентов с мультиинфарктной деменцией лёгкой или умеренной степени, сравнило эффективность применения холина альфосцерата и цитиколина. Спустя 3 месяца лечения у пациентов, получавших холина альфосцерат, наблюдалось значительно более выраженное улучшение когнитивных и поведенческих функций, а также способности к самообслуживанию по сравнению с исходными значениями, в отличие от группы цитиколина. Более того, в группе лечения холина альфосцератом полученный эффект сохранялся в течение 3 месяцев после завершения терапии.